# Melanerpes erythrocephalus
El carpintero de cabeza roja (Melanerpes erythrocephalus) es una especie de ave piciforme de la familia de los pícidos que se encuentra en las zonas templadas de América del Norte. Su zona de reproducción comprende el sur de Canadá y el centro-este de los Estados Unidos.

## Taxonomía y subespecies
El naturalista inglés Mark Catesby describió e ilustró al carpintero cabecirrojo en su libro The Natural History of Carolina, Florida and the Bahama Islands, que fue publicado entre 1729 y 1732. Catesby utilizó el nombre en inglés The Red-headed Wood-pecker y el latín Picus capite toto rubro. En 1758, el naturalista sueco Carlos Linneo actualizó su Systema Naturae a su décima edición, en la que incluyó al carpintero cabecirrojo y acuñó la nomenclatura binomial Picus erythrocephalus, citando el libro de Catesby. El epíteto específico erythrocephalus combina el griego antiguo ἐρυθρός eruthros ('rojo') y κεφαλή kephalos ('cabeza').
Se reconocen dos subespecies:
- Melanerpes erythrocephalus caurinus (Brodkorb, 1935)
- Melanerpes erythrocephalus erythrocephalus (Linnaeus, 1758)

## Descripción
Los adultos son claramente tricolores, con el dorso y la cola negros, el vientre y el obispillo blancos y la cabeza y el cuello rojos. Las alas son negras con remiges secundarios blancos. No hay dimorfismo sexual apreciable, ya que el macho y la hembra son físicamente similares. Los juveniles tienen marcas similares, pero sus cabezas son grises. Los carpinteros de cabeza roja son completamente carmesí sobre sus hombros.
Es un pájaro carpintero de tamaño mediano. Ambos sexos miden 19-25 cm y pesan 56-97 g, con un promedio de 76 g. Cada ala tiene una envergadura de 42.5 cm, la cola mide 6.6-8.5 cm y el pico mide 2.1-3 cm. La longevidad máxima en la naturaleza es de 9.9 años.

## Distribución
Esta especie de ave y sus subespecies se encuentran en el sur de Canadá y el este central de Estados Unidos.

## Alimentación
El carpintero cabecirrojo es omnívoro y come insectos, semillas, frutas, bayas, nueces y, ocasionalmente, pequeños roedores, incluso huevos de otras aves. Aproximadamente dos tercios de su dieta consisten en plantas. Además, esconden la comida, un comportamiento que sólo se observa en otras tres especies de pájaros carpinteros: el carpintero bellotero, el pico pubescente y el carpintero de Carolina. Se sabe que rellenan comida en las cavidades de los árboles, en las grietas y debajo de la corteza de los árboles. Esto los mantiene bien alimentados durante todo el año.

## Reproducción
Durante la temporada de reproducción, un carpintero de cabeza roja macho maduro establecerá un territorio y comenzará a cantar para atraer a una pareja.  Una vez que los dos se han apareado, se cree que la relación es mayoritariamente monógama y que permanecerán emparejados durante múltiples temporadas de reproducción. No está claro si estas relaciones son verdaderamente monógamas, ya que ha habido informes de poligamia. Cuando están en un territorio establecido, las aves se vuelven muy territoriales. A principios de mayo, la hembra pone de cuatro a siete huevos blancos, que se incuban durante dos semanas. La hembra incuba los huevos durante el día y el macho se hace cargo durante la noche. Después de la eclosión, ambos padres cuidan de los polluelos, que permanecerán en el nido hasta que tengan edad suficiente para emplumar, lo que suele ocurrir después de 27 a 31 días.

## En la cultura popular
- Los creadores del Pájaro Loco se inspiraron en los rasgos de esta ave y de otros pájaros carpinteros para diseñar al personaje.
- En 1996, el Servicio Postal de los Estados Unidos emitió un sello postal de dos centavos que representaba un carpintero de cabeza roja posado. El sello se suspendió algún tiempo después, pero se volvió a emitir en 1999 y permaneció disponible para su compra hasta 2006.